# Normanville, South Australia
Normanville är en ort i Australien. Den ligger i kommunen Yankalilla och delstaten South Australia, omkring 63 kilometer sydväst om delstatshuvudstaden Adelaide. Antalet invånare är 1 107.
Runt Normanville är det mycket glesbefolkat, med 4 invånare per kvadratkilometer.. Normanville är det största samhället i trakten. 
Genomsnittlig årsnederbörd är 832 millimeter. Den regnigaste månaden är juni, med i genomsnitt 159 mm nederbörd, och den torraste är januari, med 24 mm nederbörd.